# 노루발속
노루발속(Pyrola)은 진달래과 노루발아과의 한 속이다. 노루발속 식물은 모두 늘 푸른 풀이며 약 30종이 있다. 크론퀴스트 분류 체계에 따라 노루발과에 속했었으나, 유전학적 연구가 진행되면서 진달래과에 포함하여 분류하고 있다.

## 하위 종
- 새끼노루발 (Pyrola secunda) L. : 줄기잎이 난다.
- 콩팥노루발 (Pyrola renifolia) Maxim. : 잎이 콩팥 모양이다.
- 노루발 (Pyrola japonica) Klenze ex Alef. : 꽃받침 조각이 넢은 바소꼴이거나 긴 달걀 모양이고 끝이 무디거나 둥글다.
  - 홑잎노루발 (Pyrola japonica var. subaphylla) (Maxim.) H.Andres
- 애기노루발 (Pyrola denticulata) Koidz. : 꽃받침 조각이 난상 바소꼴이고 끝이 뾰족하며, 꽃줄기의 턱잎이 선 모양이다.
- 호노루발 (Pyrola dahurica) (H.Andres) Kom. : 호노루발과 꽃줄기의 턱잎이 타원 모양인 것이 다르다.
- 주걱노루발 (Pyrola minor) L. : 잎 가장자리가 미끈하다.
- 분홍노루발 (Pyrola asarifolia subsp. incarnata) (DC.) Haber & Hideki Takahashi : 꽃이 분홍색이다.

## 참고 자료
- 이상태, 《한국식물검색집》(아카데미서적, 1997)